# Dix-sept tournants

Les 17 tournants sont une portion de la route départementale D91 dans le département des Yvelines en France.
Cette route départementale relie la route départementale D906 à hauteur de Cernay-la-Ville à la route départementale D10 à Versailles.
La route des 17 tournants se situe sur la commune de Saint-Forget entre Dampierre-en-Yvelines dans la vallée de Chevreuse ou vallée de l'Yvette et le plateau à l'est du Mesnil-Saint-Denis.
Cette route a acquis une certaine réputation dans le milieu du cyclisme parce que les coureurs du Tour de France la montaient presque tous les ans au cours de la dernière étape qui se termine à Paris. Cette portion de route est d'ailleurs communément appelée côte des 17 tournants.
La côte n'est pas d'une grande difficulté en soi car elle a un taux moyen de 5,5 % (maximum 9 %) et n'a guère plus d'un kilomètre de long soit un dénivelé de 66 m, mais la fréquence des virages sur cette courte distance, qui coupent le rythme de la montée, lui donne un aspect spectaculaire.
C'est aussi une étape classique des balades à moto dans les Yvelines et un des lieux où les moto-écoles et auto-écoles enseignent aux débutants l'art du virage. La montée des 17 tournants est très appréciée par les motards en particulier. Cet engouement est la source de nuisances sonores pour le voisinage et a provoqué l'installation d'un des premiers radars sonores en bas de la côte. C'est aussi une zone fortement accidentogène.